# Hyalinoecia fauveli
Hyalinoecia fauveli é uma espécie de anelídeo pertencente à família Onuphidae.
A autoridade científica da espécie é Rioja, tendo sido descrita no ano de 1918.
Trata-se de uma espécie presente no território português, incluindo a sua zona económica exclusiva.